# طرف الجرفة (السياني)

تعديل مصدري - تعديل

طرف الجرفة محلة تابعة لقرية العداري، التابعة لعزلة هدفان بمديرية السياني إحدى مديريات محافظة إب في الجمهورية اليمنية، بلغ تعداد سكانها 142 حسب تعداد اليمن لعام 2004.